# 2013 na televisão brasileira
A seguir há uma lista de eventos relacionados à televisão brasileira em 2013. Os eventos listados incluem estreias, cancelamentos e finais de programas de televisão; lançamento, encerramento e rebrandings de canais; estações locais mudando de afiliação de rede; e informações sobre controvérsias e disputas de carregamento.

## Eventos notáveis

### Janeiro
| Data  | Evento |
| ----- | --- |
| 16—19 | O Multishow transmite a 15.ª edição do Festival de Verão Salvador. |
| 20    | Na Rede Globo, Tande deixa a apresentação do Esporte Espetacular. |
| 27    | Na Rede Globo, Ivan Moré assume a apresentação do Esporte Espetacular ao lado de Glenda Kozlowski, substituindo Tande. Sua efetivação como titular do programa esportivo foi anunciada oficialmente em 15 de fevereiro. |
| 27    | A maior parte das redes de televisão, canais de notícias e emissoras baseadas no Rio Grande do Sul cancela ou modifica atrações da grade de programação para providenciar cobertura jornalística sobre o incêndio na boate Kiss, em Santa Maria, através do aumento de duração dos seus telejornais ou boletins/plantões jornalísticos.[carece de fontes?] |
| 28    | Na Rede Record, o Cidade Alerta passa a ser transmitido em rede nacional. |

### Fevereiro
| Data | Evento |
| ---- | --- |
| 3    | A ESPN Brasil e o Esporte Interativo transmitem o Super Bowl XLVII. |
| 9—13 | As principais emissoras de TV (exceto a Rede Record) realizam a cobertura do Carnaval de 2013, sendo que: - A Rede Globo exibe o Globeleza com os desfiles das escolas de samba de São Paulo e Rio de Janeiro e o carnaval do Recife na TV Globo Nordeste. A Rede Bahia cobre localmente o carnaval de Salvador no Bahia Folia; - O SBT exibe o SBT Folia, mostrando o carnaval de Salvador em parceria com a TV Aratu; - A Rede Bandeirantes exibe o Band Folia, mostrando o carnaval de Salvador, São Paulo e Rio de Janeiro; - A RedeTV! exibe os Bastidores do Carnaval 2013. |
| 19   | A Rede 21 foi multada por R$ 12 794,08 pelo Ministério das Comunicações, por não cumprir a lei que obriga todas as emissoras e redes de televisões brasileiras com sinal aberto a terem pelo menos 5% por dia (72 minutos) na grade de programação de jornalismo como uma das formas para manter concessão a cada 20 anos e a fiscalização realizada no dia 27 de março de 2012 constatou o não cumprimento da lei pelo canal. |
| 20   | O Grupo RBS anuncia a venda do Canal Rural para a J&F Investimentos. |
| 24   | A Rede Globo e a TNT transmitem a 85.ª edição do Oscar. |

### Março
| Data  | Evento |
| ----- | --- |
| 3     | A Rede Globo exibe no Domingão do Faustão a 17.ª edição do Melhores do Ano. |
| 12—13 | A maior parte das redes de televisão, canais de notícias e religiosos (especificamente católicos) do Brasil cancelam ou alteram parte de suas programações regulares para providenciar cobertura jornalística sobre o conclave para definir a escolha do novo papa e sua repercussão. |
| 18    | Na Rede Globo, um problema técnico fez com que o Jornal Nacional não apresentasse as manchetes do dia na abertura do jornal. Além da tela ter ficado escura, ocorreu o efeito "fast forward" (que acelera a imagem), distorcendo a voz da apresentadora e William Bonner e Patrícia Poeta iniciaram o noticiário sem a apresentação da pauta daquela edição. O apresentador comunicou que a abertura do telejornal "havia sido totalmente prejudicada por um problema técnico", e que iria começar "assim mesmo o Jornal Nacional sem as manchetes do dia". |
| 20    | Na Rede Globo, o Vídeo Show ganha novo cenário. |
| 20    | Na Rede Record, Ana Paula Padrão deixa a bancada do Jornal da Record. |
| 26    | Na Rede Record, Adriana Araújo reassume a bancada do Jornal da Record ao lado de Celso Freitas, substituindo Ana Paula Padrão. |
| 29—31 | O Multishow transmite a 2.ª edição do Lollapalooza Brasil. A Rede Globo exibiu compactos dos shows do evento. |
| 30    | Na Rede Globo, o Caldeirão do Huck ganha novo cenário, vinheta de abertura e grafismos. |

### Abril
| Data | Evento |
| ---- | --- |
| 3    | A sede da TV Rio Balsas, afiliada da Rede Globo em Balsas, Maranhão é atingida por um raio, que atingiu a torre ao meio e fez a emissora ficar cinco dias fora do ar, sem sinal na região. A emissora só voltou ao ar no dia 8 de abril, durante o Mais Você.[carece de fontes?] |
| 15   | O Discovery Kids estreia nova identidade visual. |

### Maio
| Data | Evento |
| ---- | --- |
| 6    | Na Rede Globo, o Bom Dia Praça estreia nova vinheta de abertura e gráficos e o Bom Dia São Paulo ganhou novo cenário, e o jornalista Rodrigo Bocardi estreou no lugar de Carla Vilhena. |
| 15   | Em uma coluna no jornal Folha de S.Paulo, a colunista Keila Jimenez afirmou que o Grupo Abril devolveria a marca MTV para a Viacom, e lançaria um novo canal de televisão em seu lugar, e a Viacom, por sua vez, relançaria a MTV somente na TV por assinatura. Isso foi confirmado em seguida pelo blog da colunista Patrícia Kogut, do jornal O Globo. No dia seguinte, o programa Acesso MTV foi encerrado e os apresentadores Titi Müller, Juliano Enrico e Pathy Dejesus foram dispensados. Os programas MTV sem Vergonha e A Hora do Chay também foram encerrados. Em outras áreas, ocorreram corte de pessoal, resultando na demissão de vários profissionais. |

### Junho
| Data  | Evento |
| ----- | --- |
| 4—30  | Várias emissoras de TV do país fizeram coberturas jornalísticas, sobre as manifestações em todo o país. Durante a semana dos protestos pelo país, a Associação Brasileira de Jornalismo Investigativo (ABRAJI) registrou vários casos de agressão contra jornalistas e também casos de vandalismo em sedes de emissoras de TV. Veja alguns casos: - A sede da RBS TV em Porto Alegre sofreu duas tentativas de ataques de vândalos; - Em Fortaleza, um carro de reportagem da TV Jangadeiro foi incendiado. No mesmo dia, outro carro de reportagem, desta vez da TV Diário foi alvo de depredação; - No Tocantins, a equipe de reportagem da TV Anhanguera foi cercada por manifestantes aos gritos; - No Rio de Janeiro, o repórter da Rede Globo, Pedro Vedova foi atingido na testa por uma bala de borracha; - Em Goiânia, os carros de reportagem da TV Anhanguera e da TV Serra Dourada foram alvo de ataques de vândalos que depredaram os veículos; - Em Juiz de Fora, no interior de Minas Gerais, um repórter da TV Integração foi vaiado por manifestantes, além de xingamentos e palavras de ordem. Os manifestantes chegaram a impedir o repórter a gravar a matéria; - Em São Luís, uma repórter da TV Guará, além de um cinegrafista foram agredidos quando tentavam registrar imagens de um quebra-quebra promovido por vândalos na Praça Pedro II. A repórter sofreu arranhões e o cinegrafista chegou a receber pedradas, mas ambos foram atendidos no local pela Polícia Militar. |
| 9     | Os programas esportivos da Rede Globo ganham um novo cenário. |
| 10    | A Turner Broadcasting System Latin America anuncia a compra de 20% da TV Esporte Interativo. |
| 15—30 | A Rede Globo, Rede Bandeirantes e o SporTV realizam a cobertura da Copa das Confederações FIFA de 2013. |

### Julho
| Data | Evento |
| ---- | --- |
| 6    | Na Rede Globo, o TV Xuxa ganha novo cenário, vinheta de abertura e grafismos. |
| 29   | A Viacom International Media Networks The Americas (VIMN The Americas), divisão internacional da Viacom, anunciou que a MTV seria relançado na TV paga no dia 1.º de outubro. A empresa pretendia que a nova MTV alcance 75% dos assinantes de TV paga, o que representava um alcance maior do que a cobertura do canal da Abril. A programadora pretendia produzir mais de 350 horas de conteúdo nacional até dezembro de 2014, com versões brasileiras de programas como o MTV World Stage, Guy Code e Pranked, além de programas diários, séries, esportes radicais e realities. Versões dubladas de programas da matriz americana ocuparão a maior parte da grade. |

### Agosto
| Data | Evento |
| ---- | --- |
| 2    | Na Rede Record, Adriana Reid deixa a bancada do Fala Brasil. |
| 5    | Na Rede Record, Thalita Oliveira assume a bancada do Fala Brasil ao lado de Roberta Piza, substituindo Adriana Reid.                                                                                         |
| 17   | A Rede Bandeirantes transmite a 58.ª edição do Miss São Paulo. |
| 19   | Na TV Cultura, Mario Sergio Conti deixa a apresentação do Roda Viva. |
| 23   | Na TV Cultura, Maria Cristina Poli deixa a bancada do Jornal da Cultura. |
| 24   | Na Rede Globo, a dubladora e locutora Mabel Cezar torna-se uma das vozes padrão das chamadas da programação, começando com as chamadas de estreia da telenovela Joia Rara.                                   |
| 26   | Na TV Cultura, Willian Corrêa assume a bancada do Jornal da Cultura, substituindo Maria Cristina Poli. Augusto Nunes reassume a apresentação do Roda Viva, substituindo Mario Sergio Conti.                  |
| 31   | A Rede Globo e a Unesco promovem a 28.ª edição do Criança Esperança, tendo ainda uma programação especial com a exibição do Bom Dia Brasil, Mais Você, Bem Estar e Encontro com Fátima Bernardes num sábado. |

### Setembro
| Data  | Evento |
| ----- | --- |
| 2     | Durante o Jornal Nacional, a Rede Globo reconheceu em editorial lido por William Bonner, 49 anos depois e pressionada pelas manifestações de junho do mesmo ano, que o apoio ao golpe militar de 1964 e ao regime subsequente foi um "erro". ''A emissora afirma que: à luz da História, contudo, não há por que não reconhecer, hoje, explicitamente, que o apoio [ao golpe de 1964] foi um erro, assim como equivocadas foram outras decisões editoriais do período que decorreram desse desacerto original. A democracia é um valor absoluto. E, quando em risco, ela só pode ser salva por si mesma.'' |
| 3     | O Multishow transmite a 20.ª edição do Prêmio Multishow de Música Brasileira. |
| 7     | A sede da TV Globo Brasília, emissora própria da Rede Globo foi alvo de ataques de um grupo de manifestantes que tentavam invadir a sede da emissora. Os vândalos apedrejaram carros que estavam no estacionamento e tentaram arrombar a porta de acesso ao prédio, mas foram contidos pelos seguranças e dispersados pela Tropa de Choque da Polícia Militar. |
| 11    | A Sky Brasil adiciona os canais Mix TV, MTV Brasil, Record News, CNT e TV Aparecida ao seu line-up depois de intensa briga na justiça contra a decisão da Anatel de obrigar todas as operadoras a carregarem estes e mais 8 canais. |
| 13—22 | A Rede Globo e o Multishow transmitem a 4.ª edição do Rock in Rio. |
| 23    | Após os baixos índices de audiência da reprise de Carrossel não agradarem sua direção, o SBT troca a reprise da novela pelo telejornal SBT Notícias. |
| 28    | A Rede Bandeirantes transmite a 59.ª edição do Miss Brasil. |
| 29    | Na Rede Globo, Zeca Camargo e Renata Ceribelli deixam a apresentação do Fantástico. |
| 30    | O Grupo Abril encerrou as transmissões da MTV Brasil no sinal aberto, depois de 33 anos no ar. Após a entrega da marca para a Viacom, a Abril pretendia se desfazer de sua rede de radiodifusão e da cessão do sinal UHF que usava para transmitir seu canal, já que não tinha intenção de lançar novo canal nem seguir no ramo televisivo. O grupo pretendia prosseguir com a exibição de reprises, porém outras produções para segurar a concessão do canal enquanto ocorriam as negociações para a venda de sua infraestrutura. Seu acervo totalmente digitalizado de imagens e programas também estava sendo negociado, devendo ser transferido para a Viacom. Já o nome deixou de ser utilizado juntamente à entrega da marca para Viacom, e com isso o canal passou a se chamar Ideal TV, uma das propriedades da Abril, já foi noticiado que a Abril não tem interesse de manter o canal. Um dos motivos foram queda de audiência e a internet, trazendo prejuízos para o grupo. |
| 30    | Na Rede Globo, Ana Paula Araújo assume a bancada do Bom Dia Brasil ao lado de Chico Pinheiro, substituindo Renata Vasconcellos. |
| 30    | Na TV Cultura, o Jornal da Cultura estreia novo cenário, vinheta de abertura e grafismos. |

### Outubro
| Data  | Evento |
| ----- | --- |
| 1.º   | A Viacom International Media Networks The Americas relança a MTV no Brasil pela TV paga.                                               |
| 4     | Na Rede Globo, André Marques e Ana Furtado deixam a apresentação do Vídeo Show.                                                        |
| 6     | Na Rede Globo, Tadeu Schmidt e Renata Vasconcellos assumem a apresentação do Fantástico, substituindo Zeca Camargo e Renata Ceribelli. |
| 7     | Na Rede Globo, a Sessão da Tarde ganha nova identidade visual.                                                                         |
| 17    | A Nickelodeon transmite a 14.ª edição dos Meus Prêmios Nick.                                                                           |
| 25—26 | O SBT promove a 16.ª edição do Teleton, em prol da AACD.                                                                               |
| 28    | Na Rede Globo, o Vale a Pena Ver de Novo ganha nova identidade visual.                                                                 |

### Novembro
| Data | Evento |
| ---- | --- |
| 7    | Os funcionários da Empresa Brasil de Comunicação entraram em greve, pois os mesmo reivindicaram um aumento salarial de 5,86%, além de pedirem um aumento de 12% no reajuste de auxílio-alimentação. |
| 9    | A programação da Rede 21 é arrendada para programas da Igreja Universal do Reino de Deus, devido a falta de pagamento da Igreja Mundial do Poder de Deus, que ocupava a grade.                      |
| 9    | A Rede Bandeirantes transmite a 62.ª edição do Miss Universo. |
| 10   | A RedeTV! promove a 4.ª edição do Direito de Viver. |
| 18   | Na Rede Globo, Zeca Camargo assume a apresentação do Vídeo Show. O programa também ganha novo cenário, vinheta de abertura e grafismos.                                                             |

### Dezembro
| Data | Evento                                                                                                |
| ---- | --- |
| 2    | A Rede Globo passa a transmitir seus telejornais e programas jornalísticos em alta definição.         |
| 8    | Na Rede Globo, o Esporte Espetacular ganha nova identidade visual.                                    |
| 18   | O Grupo Abril anuncia a venda da Abril Radiodifusão, mantedora da Ideal TV e BRZ para o Grupo Spring. |
| 29   | A Rede Globo exibe no Domingão do Faustão o Troféu Mário Lago 2013.                                   |
| 31   | A TV Gazeta e a Rede Globo exibem a 89.ª edição da Corrida Internacional de São Silvestre.            |
| 31   | As principais emissoras de TV transmitem o sorteio da Mega da Virada.                                 |

## Programas

### Janeiro
- 1.º de janeiro
  - Estreia iCarly na Rede Bandeirantes.[52]
  - Estreia Os Simpsons na Rede Bandeirantes.[53]
  - Reestreia Sansão e Dalila na Rede Record.[54]
  - Estreia Terra Nova na Rede Globo.[55]
- 2 de janeiro
  - Estreia Julius Caesar na Rede Bandeirantes.[56]
  - Estreia The Good Guys na Rede Globo.[57]
- 3 de janeiro
  - Estreia Castle na Rede Globo.[58]
  - Estreia Suburgatório no SBT.[59]
  - Termina Julius Caesar na Rede Bandeirantes.[56]
- 4 de janeiro — Estreia Prova do Crime na Rede Globo.[60]
- 6 de janeiro
  - Reestreia Tudo a Ver na Rede Record.[61]
  - Estreia True Blood no SBT.[62]
- 7 de janeiro
  - Reestreia Jamais Te Esquecerei no SBT.[63]
  - Estreia Amigos da Onça no SBT.[64]
  - Estreia da 2.ª temporada de Mulheres Ricas na Rede Bandeirantes.[53][65]
  - Estreia da temporada 2013 de Verão MTV na MTV Brasil.[66]
  - Estreia da 3.ª temporada de O Mundo Segundo os Brasileiros na Rede Bandeirantes.[53]
- 8 de janeiro
  - Termina Canavial de Paixões no SBT.
  - Estreia da 13.ª temporada de Big Brother Brasil na Rede Globo.[67][68]
  - Estreia O Canto da Sereia na Rede Globo.[67][69]
  - Estreia Roma na Rede Bandeirantes.[53]
- 9 de janeiro — Estreia The Walking Dead na Rede Bandeirantes.[53][70]
- 11 de janeiro — Termina O Canto da Sereia na Rede Globo.
- 12 de janeiro — Estreia da 2.ª temporada de Conversa de Gente Grande na Rede Bandeirantes.[71]
- 14 de janeiro — Estreia Zoo na Rede Bandeirantes.[72]
- 15 de janeiro — Estreia Gonzaga - de Pai pra Filho na Rede Globo.[67]
- 18 de janeiro
  - Termina Casos de Família no SBT.[73]
  - Termina Gonzaga - de Pai pra Filho na Rede Globo.[67]
  - Termina Que Rei Sou Eu? no Canal Viva.
- 21 de janeiro
  - Estreia A Comédia da Vida Privada no Canal Viva.[74]
  - Reestreia Quem Convence Ganha Mais no SBT.[73]
  - Estreia Rainha da Sucata no Canal Viva.[75]
- 22 de janeiro — Estreia da 3.ª temporada de Louco por Elas na Rede Globo.[67]
- 24 de janeiro — Estreia da 1.ª temporada de Pé na Cova na Rede Globo.[67]
- 25 de janeiro — Estreia da temporada 2013 do Globo Repórter na Rede Globo.
- 27 de janeiro — Termina Olhar Digital na RedeTV!.[76]
- 29 de janeiro — Termina Sansão e Dalila na Rede Record.
- 30 de janeiro
  - Estreia José do Egito na Rede Record.[77]
  - Termina Fazenda de Verão na Rede Record.
- 31 de janeiro — Reestreia CSI: NY na Rede Record.

### Fevereiro
- 2 de fevereiro — Estreia Estação Globo no Canal Viva.[78]
- 3 de fevereiro
  - Termina Aventuras do Didi na Rede Globo.[79]
  - Termina Os Caras de Pau na Rede Globo.
- 9 de fevereiro — Estreia da 4.ª temporada de Legendários na Rede Record.[80]
- 12 de fevereiro — Reestreia Três É Demais no SBT.
- 16 de fevereiro — Reestreia Programa do Bozo no SBT.[81][82][83][84]
- 17 de fevereiro — Estreia da 2.ª temporada de Pânico na Band na Rede Bandeirantes.[85][86]
- 18 de fevereiro
  - Estreia da 2.ª temporada de Roberto Justus + na Rede Record.[87]
  - Reestreia Chapolin no SBT.[88][89]
  - Reestreia Rosalinda no SBT.[89][90]
- 19 de fevereiro — Termina Gotinha de Amor no SBT.
- 22 de fevereiro —  Termina Da Cor do Pecado no Vale a Pena Ver de Novo na Rede Globo.[91]
- 22 de fevereiro — Termina Família Imperial no Canal Futura.
- 25 de fevereiro — Reestreia O Profeta no Vale a Pena Ver de Novo na Rede Globo.[91]

### Março
- 1.º de março
  - Termina a temporada 2013 de Verão MTV na MTV Brasil.[92]
  - Termina RedeTV! Esporte na RedeTV!.[93]
  - Termina Prova do Crime na Rede Globo.
- 2 de março — Estreia Teste de Fidelidade na RedeTV!.[94][95][96][97]
- 4 de março
  - Estreia da 14.ª temporada de Programa do Jô na Rede Globo.[98][99]
  - Estreia da 5.ª temporada de Acesso MTV na MTV Brasil.[92][100][101]
  - Estreia da 5.ª temporada de Furo MTV na MTV Brasil.[92][100][101][102]
  - Reestreia Betty, a Feia na RedeTV!.
- 5 de março — Estreia da 3.ª temporada de Agora É Tarde na Rede Bandeirantes.[103]
- 7 de março — Estreia Sob Medida na RedeTV!.[84]
- 8 de março — Termina Lado a Lado na Rede Globo.[104]
- 11 de março
  - Estreia Catfish: A Série na MTV Brasil.[92][105]
  - Estreia Flor do Caribe na Rede Globo.[84][106]
- 15 de março — Reestreia Operação de Risco na RedeTV!.[107]
- 17 de março — Estreia da 2.ª temporada de The Ultimate Fighter: Brasil na Rede Globo.[108]
- 18 de março — Estreia da 6.ª temporada de Custe o Que Custar na Rede Bandeirantes.[85][109][110]
- 24 de março — Estreia Menino de Ouro no SBT.[111]
- 26 de março
  - Termina a 13.ª temporada de Big Brother Brasil na Rede Globo.
  - Termina Terra Nova na Rede Globo.
- 29 de março — Termina Quem Convence Ganha Mais no SBT.

### Abril
- 1.º de abril
  - Termina Jamais Te Esquecerei no SBT.
  - Estreia Cuidado com o Anjo no SBT.[112]
  - Reestreia Casos de Família no SBT.
  - Estreia da 3.ª temporada de Astros no SBT.[113]
  - Estreia Fábrica de Estrelas no Multishow.
- 2 de abril
  - Estreia Got Talent Brasil na Rede Record.[114][115]
  - Estreia da 3.ª temporada de Tapas & Beijos na Rede Globo.[116]
  - Estreia da temporada 2013 do Profissão Repórter na Rede Globo.
  - Estreia Linha do Tempo na Rede Globo.
- 3 de abril — Estreia da 4.ª temporada de Adorável Psicose no Multishow.
- 4 de abril
  - Estreia da 13.ª temporada de A Grande Família na Rede Globo.[117]
  - Estreia da 4.ª temporada de Globo Mar na Rede Globo.
- 5 de abril
  - Estreia O Dentista Mascarado na Rede Globo.[118][119]
  - Termina TV Kids na RedeTV!.[97]
- 8 de abril — Estreia Você na TV na RedeTV!.[120][121][122][123][124][125][126]
- 14 de abril — Estreia da 1.ª temporada de Revenge na Rede Globo.
- 15 de abril — Estreia Cê Faz O Quê? no Multishow.
- 17 de abril — Termina The Good Guys na Rede Globo.
- 24 de abril — Estreia Família de Heróis na Rede Globo.
- 25 de abril — Reestreia Hermes e Renato na MTV Brasil.
- 26 de abril — Termina Guerra dos Sexos na Rede Globo.
- 29 de abril
  - Estreia Bola Dividida na RedeTV!.
  - Estreia Sangue Bom na Rede Globo.[127][128]

### Maio
- 4 de maio — Termina Programa do Bozo no SBT.
- 6 de maio — Reestreia Rubi no SBT.[129]
- 7 de maio — Termina A Usurpadora no SBT.[129]
- 8 de maio — Estreia da 1.ª temporada de Três Teresas no GNT.
- 13 de maio — Reestreia Quem Sabe, Sabe! na TV Cultura.
- 17 de maio — Termina Salve Jorge na Rede Globo.
- 20 de maio
  - Estreia Amor à Vida na Rede Globo.[130]
  - Termina Balacobaco na Rede Record.
- 21 de maio — Estreia Dona Xepa na Rede Record.[131]
- 24 de maio — Termina Se Liga Brasil na RedeTV!.
- 27 de maio — Estreia Morning Show na RedeTV!.[132]

### Junho
- 7 de junho — Termina Carrossel Animado no SBT.
- 8 de junho — Termina a 2.ª temporada de The Ultimate Fighter: Brasil na Rede Globo.
- 9 de junho
  - Termina Menino de Ouro no SBT.
  - Termina Programa do Gugu na Rede Record.[133]
- 10 de junho — Reestreia Marimar no SBT.[134]
- 11 de junho
  - Termina Rosalinda no SBT.
  - Estreia Sai de Baixo no Canal Viva.
- 14 de junho — Termina a 5.ª temporada de Acesso MTV na MTV Brasil.[135]
- 15 de junho — Estreia da 1.ª temporada de Festival Sertanejo no SBT.[136]
- 18 de junho — Termina a 2.ª temporada de Louco por Elas na Rede Globo.
- 20 de junho
  - Termina a 1.ª temporada de Pé na Cova na Rede Globo.
  - Termina Got Talent Brasil na Rede Record.
- 21 de junho — Termina O Dentista Mascarado na Rede Globo.
- 23 de junho — Estreia da 6.ª temporada de A Fazenda na Rede Record.[137]
- 24 de junho
  - Reestreia Essas Mulheres na Rede Família.[138]
  - Estreia Saramandaia na Rede Globo.[139][140]
- 26 de junho
  - Termina a 4.ª temporada de Adorável Psicose no Multishow.
  - Estreia Gabi Quase Proibida no SBT.[141]
- 27 de junho — Termina a 4.ª temporada de Globo Mar na Rede Globo.

### Julho
- 2 de julho — Termina Sai de Baixo no Canal Viva.
- 4 de julho — Estreia da 2.ª temporada de Na Moral na Rede Globo.
- 5 de julho — Termina a 20.ª temporada de Malhação na Rede Globo.
- 8 de julho
  - Estreia da 21.ª temporada de Malhação na Rede Globo.[142][143][144]
  - Estreia da 1.ª temporada de Vai que Cola no Multishow.[145]
- 15 de julho — Estreia Chiquititas no SBT.[146][147][148]
- 16 de julho — Estreia da 4.ª temporada de A Liga na Rede Bandeirantes.[140]
- 26 de julho — Termina Carrossel no SBT.
- 29 de julho — Estreia Clube do Carrossel no SBT.
- 31 de julho — Termina a 1.ª temporada de Três Teresas no GNT.

### Agosto
- 2 de agosto — Termina O Profeta no Vale a Pena Ver de Novo na Rede Globo.
- 4 de agosto
  - Termina O Último Passageiro na RedeTV!.
  - Termina a 1.ª temporada de Revenge na Rede Globo.[149]
- 5 de agosto
  - Reestreia O Cravo e a Rosa no Vale a Pena Ver de Novo na Rede Globo.[150]
  - Estreia Meu Pé de Laranja Lima na Rede Vida.
  - Reestreia Carrossel no SBT.
- 7 de agosto — Termina Amigos da Onça no SBT.
- 11 de agosto — Estreia da 2.ª temporada de Revenge na Rede Globo.[149]
- 12 de agosto
  - Termina Astros no SBT.
  - Termina SBT Repórter no SBT.
- 13 de agosto —  Reestreia Harper's Island - O Mistério da Ilha no SBT.[151]
- 16 de agosto — Termina Quem Sabe, Sabe! na TV Cultura.
- 19 de agosto — Reestreia O Privilégio de Amar no SBT.
- 27 de agosto — Termina Linha do Tempo na Rede Globo.
- 28 de agosto
  - Termina Casos de Família no SBT.
  - Termina Família de Heróis na Rede Globo.
- 29 de agosto
  - Termina Harper's Island - O Mistério da Ilha no SBT.
  - Termina Castle na Rede Globo.
- 30 de agosto
  - Termina Clube do Carrossel no SBT.
  - O SBT exibe o especial O Fenômeno Rebelde.
  - Termina a 1.ª temporada de Vai que Cola no Multishow.

### Setembro
- 2 de setembro
  - Reestreia da 1.ª temporada de Rebelde no SBT.[152]
  - Reestreia Sobrenatural no SBT.
  - Estreia Brilhante F.C. na Nickelodeon.
- 3 de setembro — Reestreia Festival de Sucessos na Rede Globo.
- 5 de setembro
  - Termina Renascer no Canal Viva.
  - Termina Cê Faz O Quê? no Multishow.
- 7 de setembro — Termina a 1.ª temporada de Festival Sertanejo no SBT.
- 9 de setembro — Estreia A Próxima Vítima no Canal Viva.[153]
- 11 de setembro — Termina Sobrenatural no SBT.
- 13 de setembro — Termina Flor do Caribe na Rede Globo.
- 14 de setembro
  - Estreia Famoso Quem? no SBT.
  - Termina Todo Mundo Odeia o Chris na Rede Record.
- 15 de setembro — Estreia da 2.ª temporada de Quem Fica em Pé? na Rede Bandeirantes.[154][155][156]
- 16 de setembro
  - Estreia Joia Rara na Rede Globo.[157]
  - Reestreia Casos de Família no SBT.
- 18 de setembro — Termina Brilhante F.C. na Nickelodeon.
- 20 de setembro — Termina Carrossel no SBT.
- 23 de setembro
  - Estreia SBT Notícias no SBT.[40][41]
  - Termina Marimar no SBT.
  - Reestreia Maria do Bairro no SBT.
  - Termina Fábrica de Estrelas no Multishow.
- 24 de setembro — Termina Dona Xepa na Rede Record.
- 25 de setembro — Estreia Pecado Mortal na Rede Record.[158][159]
- 26 de setembro
  - Termina a 13.ª temporada de A Grande Família na Rede Globo.
  - Termina a 2.ª temporada de Na Moral na Rede Globo.
  - Termina a 5.ª temporada de Furo MTV na MTV Brasil.[160]
- 27 de setembro
  - Termina Rainha da Sucata no Canal Viva.
  - Termina Saramandaia na Rede Globo.
  - Termina TV Cocoricó na TV Cultura.[161]
- 29 de setembro — Termina a 6.ª temporada de A Fazenda na Rede Record.[162]
- 30 de setembro
  - Estreia Água Viva no Canal Viva.[163]
  - Reestreia Mundo da Lua na TV Cultura.
  - Estreia Sítio do Picapau Amarelo na TV Cultura.

### Outubro
- 1.º de outubro
  - Estreia da 2.ª temporada de Pé na Cova na Rede Globo.[164]
  - Estreia da 9.ª temporada de O Aprendiz na Rede Record.[162][165][166]
  - Estreia Coletivation na MTV.[167][168]
- 3 de outubro
  - Estreia da 2.ª temporada de The Voice Brasil na Rede Globo.[169]
  - Estreia da 7.ª temporada de Amor & Sexo na Rede Globo.[170]
- 4 de outubro — Estreia A Mulher do Prefeito na Rede Globo.[171]
- 7 de outubro — Estreia O Teco Teco na TV Brasil.
- 9 de outubro
  - Termina José do Egito na Rede Record.
  - Estreia da 5.ª temporada de Adorável Psicose no Multishow.
- 14 de outubro — Reestreia A Madrasta no SBT.[172]
- 15 de outubro — Termina Rubi no SBT.
- 16 de outubro
  - Estreia A Bíblia na Rede Record.
  - Estreia da 1.ª temporada de Se Eu Fosse Você na Fox.
- 27 de outubro — Termina a 2.ª temporada de Revenge na Rede Globo.

### Novembro
- 1.º de novembro — Termina Sangue Bom na Rede Globo.
- 2 de novembro — Termina Famoso Quem? no SBT.[173]
- 3 de novembro
  - Reestreia Sai de Baixo na Rede Globo.
  - Termina Tudo a Ver na Rede Record.
- 4 de novembro — Estreia Além do Horizonte na Rede Globo.[174]
- 9 de novembro — Estreia Máquina da Fama no SBT.[175][176]
- 10 de novembro — Reestreia Domingo da Gente na Rede Record.[177]
- 15 de novembro — Termina SBT Notícias no SBT.
- 18 de novembro — Reestreia Eu, a Patroa e as Crianças no SBT.
- 24 de novembro — Termina Sai de Baixo na Rede Globo.
- 29 de novembro
  - Termina Kenan & Kel na Rede Bandeirantes.
  - Termina Claquete na Rede Bandeirantes.
  - Termina Som Brasil na Rede Globo.

### Dezembro
- 1.º de dezembro
  - Estreia Brilhante F.C. na TV Cultura.
  - Termina a 3.ª temporada de Esquenta! na Rede Globo.
  - Estreia da 2.ª temporada de Junto & Misturado na Rede Globo.
  - A Rede Record exibe o especial A Nova Família Trapo.
- 2 de dezembro
  - Estreia Violetta na Rede Bandeirantes.
  - Estreia Por ela... sou Eva no SBT.
  - Estreia Maldosas no SBT.
  - Estreia Dupla do Barulho no SBT.
- 3 de dezembro — Termina Cuidado com o Anjo no SBT.
- 6 de dezembro — Termina Betty, a Feia na RedeTV!.
- 8 de dezembro
  - A Rede Record exibe o especial Tá Tudo Em Casa.
  - Estreia Frank Aguiar e Amigos na RedeTV!.
  - Estreia Divertics na Rede Globo.
  - A Rede Globo exibe o especial Sintonize.
- 10 de dezembro — Termina a 9.ª temporada de O Aprendiz na Rede Record.
- 13 de dezembro
  - Termina Mundo da Lua na TV Cultura.
  - Termina a 14.ª temporada de Programa do Jô na Rede Globo.
- 15 de dezembro
  - A Rede Globo exibe a 3.ª edição do Festival Promessas.
  - A Rede Record exibe o especial Pa Pe Pi Po Pu.
  - Termina a 2.ª temporada de Pânico na Band na Rede Bandeirantes.
- 17 de dezembro
  - Termina a 3.ª temporada de Tapas & Beijos na Rede Globo.
  - Termina a 2.ª temporada de Pé na Cova na Rede Globo.
  - Termina a temporada 2013 do Profissão Repórter na Rede Globo.
- 18 de dezembro
  - A Rede Globo exibe o telefilme Alexandre e Outros Heróis.
  - Termina A Bíblia na Rede Record.
  - A Rede Record exibe o especial Casamento Blindado.
- 19 de dezembro — Termina a 7.ª temporada de Amor & Sexo na Rede Globo.
- 20 de dezembro
  - Termina A Mulher do Prefeito na Rede Globo.
  - Termina a temporada 2013 do Globo Repórter na Rede Globo.
  - O Esporte Interativo exibe a primeira parte do especial Kajuru Responde.
- 21 de dezembro — A Rede Record exibe o especial Coral de Rua.
- 22 de dezembro
  - A Rede Record exibe o especial Uma Noite de Arrepiar.
  - Estreia da temporada 2013/2014 de 50 por 1: Águas do Brasil na Rede Record.
  - Estreia Crimes Graves no SBT.[178]
- 24 de dezembro — Estreia Sessão de Natal na Rede Globo.
- 25 de dezembro
  - O SBT exibe o especial de Carrossel, gravado no Circo Tihany.
  - A Rede Globo exibe o especial Roberto Carlos: 40 Anos Juntos.
- 26 de dezembro
  - Termina a 2.ª temporada do The Voice Brasil na Rede Globo.
  - A Rede Record exibe a sua Retrospectiva 2013.
  - O SBT exibe a sua Retrospectiva 2013.
- 27 de dezembro
  - A Rede Globo exibe a sua Retrospectiva 2013.
  - O Esporte Interativo exibe a segunda parte do especial Kajuru Responde.
- 29 de dezembro
  - Termina a 2.ª temporada de Junto e Misturado na Rede Globo.
  - Termina Pesca Alternativa no SBT.
- 30 de dezembro — Termina a 6.ª temporada do Custe o Que Custar na Rede Bandeirantes.
- 31 de dezembro
  - Termina a 3.ª temporada de Agora É Tarde na Rede Bandeirantes.
  - A RedeTV! exibe o especial Cortiço Treme Treme.[179]
  - A Rede Globo exibe o Show da Virada.

## Emissoras

### Fundações
| Data            | Emissora | Cidade, UF       | Notas | Ref.                |
| --------------- | -------- | ---------------- | --- | ------------------- |
| 13 de janeiro   | Sports+  | São Paulo, SP    | Canal mantido pela Time Out, empresa subsidiária da Torneos y Competencias, transmitida somente na Sky Brasil | [ 180 ]             |
| 18 de fevereiro | Local TV | Manaus, Amazonas | Emissora de televisão pertencente ao empresário Agnaldo Oliveira | [carece de fontes?] |
| 11 de setembro  | ZooMoo   | São Paulo, SP    | Canal infantil sobre bichos e animais, programado pela Chello Latin America | [ 181 ]             |
| 1.º de outubro  | Ideal TV | São Paulo, SP    | A emissora foi relançada pelo Grupo Abril, através da Abril Radiodifusão, para substituir o sinal aberto da antiga MTV Brasil. A emissora existiu entre 2007 e 2009, sendo lançada na TV paga. O Grupo Abril optou por relançar o canal a fim de permanecer dono da concessão na TV aberta até que as negociações fossem concluídas | [ 182 ]             |
| 1.º de outubro  | MTV      | São Paulo, SP    | A emissora foi lançada na TV paga logo após a extinção da MTV Brasil no sinal aberto, e a devolução da marca para a empresa norte-americana Viacom pelo Grupo Abril | [ 183 ]             |

### Extinções
| Data           | Emissora       | Cidade, UF           | Notas | Ref.                |
| -------------- | -------------- | -------------------- | --- | ------------------- |
| 1.º de janeiro | TV Caju        | Aracaju, Sergipe     | A emissora foi fundada em 2001, como afiliada da TV Diário | [carece de fontes?] |
| 8 de setembro  | TV Corinthians | São Paulo, SP        | O canal pertencia ao Sport Club Corinthians Paulista | [carece de fontes?] |
| 30 de setembro | MTV Brasil     | São Paulo, SP        | A emissora encerrou seu sinal na TV aberta, logo após o Grupo Abril ter devolvido a marca da MTV no Brasil, para a empresa norte-americana Viacom, depois de uma crise financeira que a Abril Radiodifusão enfrentava desde 2009 | [ 43 ] [ 184 ]      |
| 13 de novembro | TV Pantanal    | Cáceres, Mato Grosso | A emissora que era afiliada á Rede Record teve sua concessão suspensa pelo Ministério Público Federal de Mato Grosso, por haver monopólio de comunicação da família Henry (proprietária da emissora), por possuir também a TV Descalvados e a Rádio Clube AM ambas de Cáceres e a decisão ocorre cinco anos depois do pedido feito em 2008. Com isso, a TV Pantanal saiu do ar em definitivo e sem nenhuma possibilidade de volta, e a Rede Record ficou sem afiliada no município | [ 185 ]             |
| 31 de dezembro | HBO HD         | São Paulo, SP        | A versão em alta definição da HBO Brasil foi substituída por um sinal de simulcast em HD | [ 186 ]             |

### Rebrandings
| Data          | Emissora      | Cidade, UF       | Notas                               | Ref.            |
| ------------- | ------------- | ---------------- | ----------------------------------- | --------------- |
| 2 de setembro | TV Rio Balsas | Balsas, Maranhão | Passa a se chamar TV Mirante Balsas | [ 187 ] [ 188 ] |

### Trocas de afiliação
| Data        | Emissora  | Cidade, UF                 | Afiliação anterior | Afiliação nova | Notas | Ref.    |
| ----------- | --------- | -------------------------- | ------------------ | -------------- | --- | ------- |
| 30 de junho | TV Nativa | Pelotas, Rio Grande do Sul | Rede Record        | Top TV         | A emissora encerrou a programação com a rede, no começo, para se afiliar à Mix TV, porém semanas depois a emissora passou a transmitir a programação da emissora paulista | [ 189 ] |

## Nascimentos
| Data           | Nome            | Notas                                                                      | Ref.                |
| -------------- | --------------- | -------------------------------------------------------------------------- | ------------------- |
| 3 de fevereiro | Alice Palmar    | Atriz. Trabalhos notáveis incluem Ilha de Ferro e Salve-se Quem Puder      | [carece de fontes?] |
| 29 de abril    | Ygor Marçal     | Ator. Trabalhos notáveis incluem Salve-se Quem Puder e Amor Perfeito       | [carece de fontes?] |
| 13 de novembro | Mari Campolongo | Atriz. Trabalhos notáveis incluem Poliana Moça e Luz                       | [carece de fontes?] |
| 27 de dezembro | Milena Brandão  | Atriz. Trabalhos notáveis incluem Sintonia e A Infância de Romeu e Julieta | [ 190 ]             |

## Mortes
| Data            | Nome                  | Idade | Notas | Ref.                |
| --------------- | --------------------- | ----- | --- | ------------------- |
| 15 de janeiro   | Clayton Silva         | 74    | Ator e humorista. Trabalhos notáveis incluem A Praça da Alegria e A Praça é Nossa | [carece de fontes?] |
| 18 de janeiro   | Walmor Chagas         | 82    | Ator. Trabalhos notáveis incluem A Outra, Teresa, O Amor Tem Cara de Mulher, O Grito, Locomotivas, Vereda Tropical, Selva de Pedra, Salsa e Merengue, Esperança, Pé na Jaca, Caminhos do Coração e A Favorita                                | [ 191 ]             |
| 18 de janeiro   | Heloísa Millet        | 64    | Atriz e bailarina. Trabalhos notáveis incluem Estúpido Cupido, Espelho Mágico, Te Contei? e Feijão Maravilha | [ 192 ]             |
| 22 de janeiro   | Lídia Mattos          | 88    | Atriz. Trabalhos notáveis incluem Selva de Pedra, Plumas e Paetês, Brilhante, Champagne, O Primo Basílio e A Próxima Vítima | [ 193 ]             |
| 24 de janeiro   | Zózimo Bulbul         | 75    | Ator. Trabalhos notáveis incluem Vidas em Conflito, Memorial de Maria Moura e Xica da Silva | [ 194 ]             |
| 25 de fevereiro | Luiz Baccelli         | 69    | Ator. Trabalhos notáveis incluem Sangue do Meu Sangue, Pérola Negra, Laços de Família, A Escarva Isaura, A Favorita e Caminho das Índias | [ 195 ]             |
| 9 de março      | Rosita Thomaz Lopes   | 92    | Atriz. Trabalhos notáveis incluem Anjo Mau, Te Contei?, Brilhante, Louco Amor, Carmem, Lua Cheia de Amor, Perigosas Peruas, Pátria Minha e Força de um Desejo                                                                                | [ 196 ]             |
| 15 de abril     | Cleyde Yáconis        | 89    | Atriz. Trabalhos notáveis incluem Éramos Seis, A Muralha, Mulheres de Areia, Os Inocentes, Aritana, Gaivotas, Ninho da Serpente, Rainha da Sucata, Vamp, Sex Appeal, Torre de Babel e Passione                                               | [ 197 ]             |
| 21 de maio      | Ruy Mesquita          | 88    | Jornalista. Foi presidente do Grupo Estado, responsável pela TV Eldorado de Santa Inês, Maranhão | [ 198 ]             |
| 29 de maio      | Márcio Ribeiro        | 49    | Ator e humorista. Trabalhos notáveis incluem Rá-Tim-Bum, X-Tudo, Sandy & Junior, A Favorita, Malhação e Os Caras de Pau | [ 199 ]             |
| 15 de julho     | Sebastião Vasconcelos | 86    | Ator. Trabalhos notáveis incluem Cabocla, O Sheik de Agadir, Bandeira 2, O Grito, Saramandaia, Champagne, Vale Tudo, Tieta, Felicidade, Mulheres de Areia, O Clone e Caminhos do Coração                                                     | [ 200 ]             |
| 29 de setembro  | Cláudio Cavalcanti    | 73    | Ator. Trabalhos notáveis incluem Anastácia, a Mulher sem Destino, O Retrato de Laura, Irmãos Coragem, Carinhoso, O Feijão e o Sonho, Dona Xepa, Maria Maria, Pai Herói, Água Viva, Sétimo Sentido, Hipertensão, Lua Cheia de Amor e A Viagem | [ 201 ]             |
| 5 de outubro    | Ênio Gonçalves        | 75    | Ator, diretor e dramaturgo. Trabalhos notáveis incluem Grande Teatro Tupi, Simplesmente Maria, Hospital, Xeque-Mate, Dinheiro Vivo, Novo Amor, Colônia Cecília e Pedra sobre Pedra                                                           | [ 202 ]             |
| 9 de outubro    | Norma Bengell         | 78    | Atriz. Trabalhos notáveis incluem Os Adolescentes, Partido Alto, e Toma Lá, Dá Cá | [ 203 ]             |
| 6 de novembro   | Jorge Dória           | 92    | Ator. Trabalhos notáveis incluem E Nós, Aonde Vamos?, O Bofe, A Grande Família, O Pulo do Gato, Champagne, Brega & Chique, Que Rei Sou Eu?, Tieta, Meu Bem, Meu Mal, Rainha da Sucata, Deus nos Acuda, Zazá, Suave Veneno e Zorra Total      | [ 204 ]             |
| 12 de novembro  | Antônio Firmino       | 34    | Ator. Trabalhos notáveis incluem Pé na Jaca, Duas Caras, Viver a Vida, Morde & Assopra e Sangue Bom | [ 205 ]             |
| 24 de dezembro  | Valter Santos         | 67    | Ator e dublador. Trabalhos notáveis incluem Sinhá Moça, Abolição, O Salvador da Pátria, 74.5: Uma Onda no Ar e O Brado Retumbante | [carece de fontes?] |
| 26 de dezembro  | Rejane Goulart        | 59    | Atriz e modelo. Trabalhos notáveis incluem Ti Ti Ti, Felicidade, A Viagem e Era Uma Vez... | [ 206 ]             |